# SMS Erzherzog Franz Ferdinand
SMS* Erzherzog Franz Ferdinand, austro-ugarski predreadnought bojni brod klase Radetzkog stavljen u službu Austro-ugarske ratne mornarice 5. lipnja 1910. godine. Imenovan je po nadvojvodi Franji Ferdinandu. Kao prvi brod svoje klase koji je izgrađen, prethodio je Radetzkomu više od šest mjeseci. Njezino naoružanje uključivalo je četiri topa od po 30,5 cm u dvjema istovjetnim turelama i osam topova od po 24 cm u četirima istovjetnim turelama.
Sudjelovao je u međunarodnome pomorskom protestu protiv Balkanskih ratova 1913. godine kada je pomagao provoditi blokadu Crne Gore. Bio je jedan od prvih brodova koji je rabio hidroavione u vojne svrhe. Tijekom Prvoga svjetskog rata ograničeno je služio u 2. diviziji 1. bojne eskadre, uključujući mobilizaciju u ispomoći bijega njemačkih brodova SMS Goebena i SMS Breslaua, te bombardiranju Ancone 1915. godine. Pri kraj rata prepušten je Italiji kao ratna nagrada i naposljetku je izrezan 1926. godine.